# Салимгереев, Айтемир Магомедович
Айтемир Магомедович Салимгереев — сотрудник Министерства внутренних дел Российской Федерации, полковник полиции, кавалер двух орденов Мужества.

## Биография
Айтемир Магомедович Салимгереев родился 1 июня 1960 года. В 1981 году поступил на службу в органы Министерства внутренних дел СССР. Начинал службу рядовым милиционером в районном отделе внутренних дел. Отдал службе в органах внутренних дел более тридцати лет. Возглавлял сначала Хасавюртовский, затем Кизилюртовский районные отдела внутренних дел. В 2006 году переведён в республиканскую столицу — город Махачкалу — на должность заместителя начальника Махачкалинского управления внутренних дел, одновременно возглавил в УВД службу криминальной милиции.
С 2011 года занимал должность заместителя начальника отдела Центра по противодействию экстремизму и терроризму Министерства внутренних дел по Республике Дагестан. Внёс значительный вклад в ликвидацию незаконных вооружённых формирований сепаратистов в Дагестане. Его многочисленные заслуги был отмечены двумя орденами Мужества и многими медалями.
31 декабря 2013 года полковник полиции Айтемир Магомедович Салимгереев по состоянию здоровья оставил службу. Активно занимался общественной работой, был вице-президентом Дагестанского регионального отделения Всероссийской полицейской ассоциации Международной полицейской ассоциации.
9 июля 2014 года Салимгереев был убит в собственном доме, находившемся в дачном товариществе «Строитель» города Кизилюрта. Четверо бандитов устроили на даче засаду, захватив отставного полковника и его несовершеннолетнего сына. Позднее стало известно, что наводчиком и организатором преступления стал сын соседа Салимгереева, бывший сотрудник органов исполнения наказания Мурад Абдулатипов. Его сообщниками стали Шамиль Абдулхаликов, Умар Сабуев и Олег Шаляпин. Бандиты требовали от полковника пригласить по телефону к себе своих сослуживцев по органам внутренних дел с тем, чтобы расправиться с ними, когда они прибудут. Несмотря на жестокие пытки, Салимгереев категорически отказался делать это. В конечном итоге преступники отрезали полковнику голову.
Впоследствии все участники преступления были ликвидированы в ходе специальных операций по разгрому группировок сепаратистов в Дагестане.
Депутаты Кизилюртовского городского Собрания ходатайствовали о присвоении полковнику полиции в отставке Айтемиру Магомедовичу Салимгереева звания Героя Российской Федерации посмертно, однако реализовано это не было.

## Память
- В честь Салимгереева названа улица в селе Дылым Казбековского района Республики Дагестан, на улице установлена мемориальная доска[5].
- В память о Салимгереева регулярно проводятся памятные мероприятия.